# 段暄
段暄（1972年7月8日—）是一位中国体育解说员。

## 生平
出生于北京，1995年于北京广播学院毕业，同年进入中国中央电视台担任体育频道足球评论员，每周一晚的《天下足球》节目主持人。曾主持过中央电视台首个电子游戏类节目《电子竞技世界》。2012年起，段暄在央视体育频道解说中超、亚冠及欧冠联赛等比赛，他以充满激情又不失幽默和亲和力的解说风格，被观众评论为“中国好舌头”。2007年8月，段暄与中国国际广播电台一位英语节目女主持人结婚。
2007年8月13日，段暄在《天下足球》节目的现场直播中，出现了上半身身着西装，却在播音桌下伸出一条没穿西裤的腿的画面。自此之后中国球迷常以“裤衩”指代段暄。
2015年底从中央电视台离职，加入王思聪的香蕉计划，担任香蕉体育CEO。
2023年10月，段暄因涉嫌卷入奥运备战办原主任刘爱杰行贿案，正在配合相关部门调查。2023年12月，《经济观察报》引述“权威消息人士”消息称，段暄行贿逾950万元人民币；河南省鹤壁市司法系统的两位工作人员亦向记者证实，段暄因涉嫌行贿罪由鹤壁市山城区人民检察院向山城区人民法院提起了公诉。